# Juan Aguilera (tennisser)
Dit is een Spaanse naam; Aguilera is de vadernaam en Herrera is de moedernaam.
Juan Aguilera Herrera (Barcelona, 22 maart 1962 – aldaar, 25 maart 2025) was een professioneel tennisser uit Spanje.
Tijdens zijn carrière won hij vijf enkelspeltitels waaronder één Tennis Masters titel: de Hamburg Masters in 1990.
Aguilera overleed op 25 maart 2025 op 63-jarige leeftijd.

## ATP Masters Series enkelspelfinales

### Gewonnen (1)
| finale     | toernooi    | ondergrond | tegenstander in finale | score         |         |
| ---------- | ----------- | ---------- | ---------------------- | ------------- | ------- |
| 1990-05-13 | ATP Hamburg | gravel     | Boris Becker           | 6–1, 6–0, 7–6 | details |

## Palmares
| Legenda                       |
| ----------------------------- |
| Grand Slam                    |
| Olympische Spelen             |
| Tennis Masters Cup            |
| ATP Masters Series            |
| ATP International Series Gold |
| ATP International Series      |

#### Enkelspel
| nr.              | datum      | toernooi            | ondergrond | tegenstander in finale | score                   |         |
| ---------------- | ---------- | ------------------- | ---------- | ---------------------- | ----------------------- | ------- |
| gewonnen finales |            |                     |            |                        |                         |         |
| 1.               | 1984-06-10 | ATP Aix-en-Provence | gravel     | Fernando Luna          | 6–4, 7-5                | details |
| 2.               | 1984-09-10 | ATP Hamburg         | gravel     | Hendrik Sundstrom      | 6-4, 2-6, 2-6, 6-4, 6-4 | details |
| 3.               | 1986-06-25 | ATP Bari            | gravel     | Marian Vajda           | 4-6, 6-3, 6-4           | details |
| 4.               | 1990-04-22 | ATP Nice            | gravel     | Guy Forget             | 2-6, 6-3, 6-4           | details |
| 5.               | 1990-05-13 | ATP Hamburg         | gravel     | Boris Becker           | 6-1, 6-0, 7-6           | details |
| verloren finales |            |                     |            |                        |                         |         |
| 1.               | 1983-10-30 | ATP Bordeaux        | gravel     | Pablo Arraya           | 5-7, 5-7                | details |
| 2.               | 1989-08-20 | ATP St Vincent      | gravel     | Franco Davín           | 2-6, 2-6                | details |
| 3.               | 1990-08-05 | ATP San Remo        | gravel     | Jordi Arrese           | 2-6, 2-6                | details |
| 4.               | 1990-09-30 | ATP Palermo         | gravel     | Franco Davín           | 1-6, 1-6                | details |

## Resultaten grandslamtoernooien
| Legenda | Legenda                          |
| ------- | -------------------------------- |
| g.t.    | geen toernooi gehouden           |
| l.c.    | lagere categorie                 |
| –       | niet deelgenomen                 |
| G       | uitgeschakeld in de groepsfase   |
| 1R      | uitgeschakeld in de eerste ronde |
| 2R      | uitgeschakeld in de tweede ronde |
| 3R      | uitgeschakeld in de derde ronde  |
| 4R      | uitgeschakeld in de vierde ronde |
| KF      | uitgeschakeld in de kwartfinale  |
| HF      | uitgeschakeld in de halve finale |
| F       | de finale verloren               |
| W       | het toernooi gewonnen            |
| w-v     | winst/verlies-balans             |

Aguilera speelde tijdens grandslamtoernooien alleen in het enkelspel.
| Toernooi        | 1983 | 1984 | 1985 | 1986 | 1990 | 1991 |
| --------------- | ---- | ---- | ---- | ---- | ---- | ---- |
| Australian Open | –    | –    | –    | –    | –    | –    |
| Roland Garros   | 1R   | 4R   | 3R   | 2R   | 2R   | 1R   |
| Wimbledon       | –    | –    | –    | –    | 3R   | 1R   |
| US Open         | –    | 2R   | –    | –    | 1R   | –    |